# Charras (ort i Argentina)
Charras är en ort i Argentina.   Den ligger i provinsen Córdoba, i den centrala delen av landet, 600 km väster om huvudstaden Buenos Aires. Charras ligger 350 meter över havet och antalet invånare är 1 001.
Terrängen runt Charras är platt, och sluttar brant österut. Runt Charras är det mycket glesbefolkat, med 7 invånare per kvadratkilometer.. Närmaste större samhälle är Carnerillo, 12,5 km norr om Charras.
Trakten runt Charras består till största delen av jordbruksmark.